# Șintoism

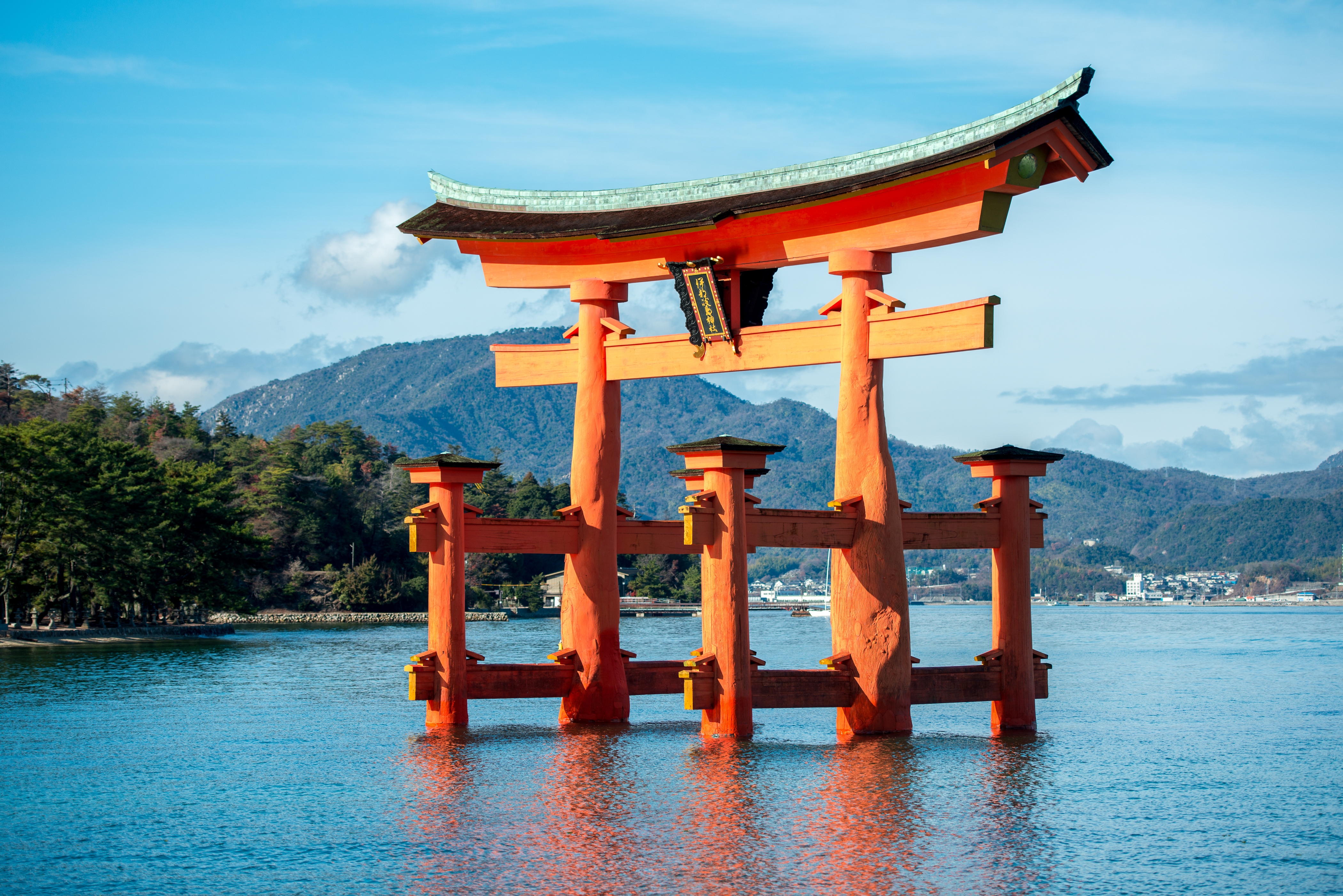
Poarta Torii, un simbol universal al șintoismului.

Șintoismul sau shinto (神道) este religia tradițională a Japoniei și o fostă religie de stat a acestei țări. Fiind o religie politeistă, implică venerarea unor zei numiți kami (神). Mulți kami sunt divinități locale și pot reprezenta spirite sau genii ale unor anumite zone geografice, însă există și unii zei care personifică monumente sau procese naturale majore: de exemplu, Amaterasu, zeița soarelui , sau Muntele Fuji. Shinto este un sistem de credințe animist. Cuvântul Shinto este format prin alăturarea a două caractere japoneze (Kanji): "神" (shin), însemnând zei sau spirite (când este singur, caracterul se citește kami) și "道" (tō), însemnând drum, cale filozofică (același caracter se folosește în scrierea chineză pentru cuvântul Tao). Astfel, Shinto se traduce prin Calea zeilor.

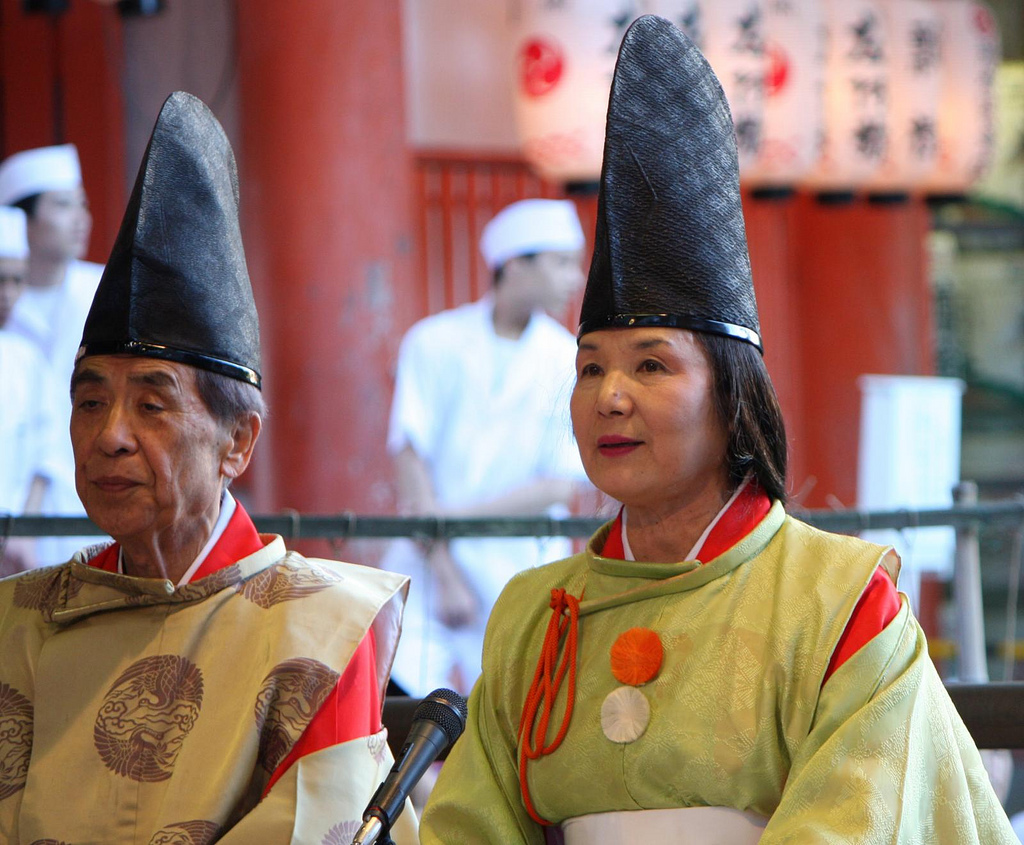
Un preot și o preoteasă șintoistă.

După cel de-al Doilea Război Mondial, șintoismul și-a pierdut statutul de religie de stat a Japoniei. Deși câteva învățături și practici șintoiste au devenit proeminente în timpul războiului, ele nu mai sunt acum transmise generațiilor următoare, în timp ce altele cum ar fi omikuji (ghicirea destinului) și tradițiile de Anul Nou persistă și în ziua de astăzi.

## Istorie

### Istoria timpurie
Există o mulțime de teorii privind originea strămoșilor populației japoneze actuale. Majoritatea savanților sunt de acord că a avut loc o migrare dinspre Asia de Est (China, Coreea), Asia Centrală și Indonezia. Cu toate acestea nu există un consens în legătură cu locul de apariție a religiei șintoiste. Naționaliștii susțin că șintoismul a apărut cu mult timp înainte, în timpul  Perioadei Jōmon. Alții sunt de părere că a apărut în perioada Yayoi (300 î.Hr. – 200 d.Hr.) ca un rezultat al migrației populațiilor chineze și coreene care au adus cu ele ritualuri agricole și ceremonii șamanice. Câțiva savanți postulează că șintoismul, așa cum este el înțeles astăzi, nici măcar nu a existat în acea perioadă și că în acel context istoric era vorba mai degrabă de o simplă venerare de kami.
Primele ceremonii religioase se țineau afară în păduri sau lângă pietre sacre (Iwakura). Nu exista nici o reprezentare a zeilor kami pentru că ei erau considerați puri, fără formă. După răspândirea budismului în secolul al VI-lea, s-a transmis ideea de a construi "case" pentru zei și astfel au apărut în Japonia primele sanctuare. Despre cele mai vechi dintre acestea se crede că au fost construite la Izumo (659) și Ise (690).
În ultimele secole î.Hr., fiecare trib avea propria grupare de zei. Cu toate acestea, odată cu creșterea puterii Regatului Yamato, în jurul secolelor al III-lea - al V-lea d.Hr., zeitățile ancestrale ale Familiei Imperiale au devenit predominante în cadrul societății. Rezultatul a fost mitologizarea cărții Kojiki (Cronica faptelor antice, 712), în care se proclama că linia imperială era descendentă din însăși zeița soarelui. O altă scriere japoneză antică, Nihon Shoki (Cronicile Japoniei, 720) prezintă mai obiectiv concepțiile în legătură cu urmașii zeiței Amaterasu.

### Șintoismul și budismul

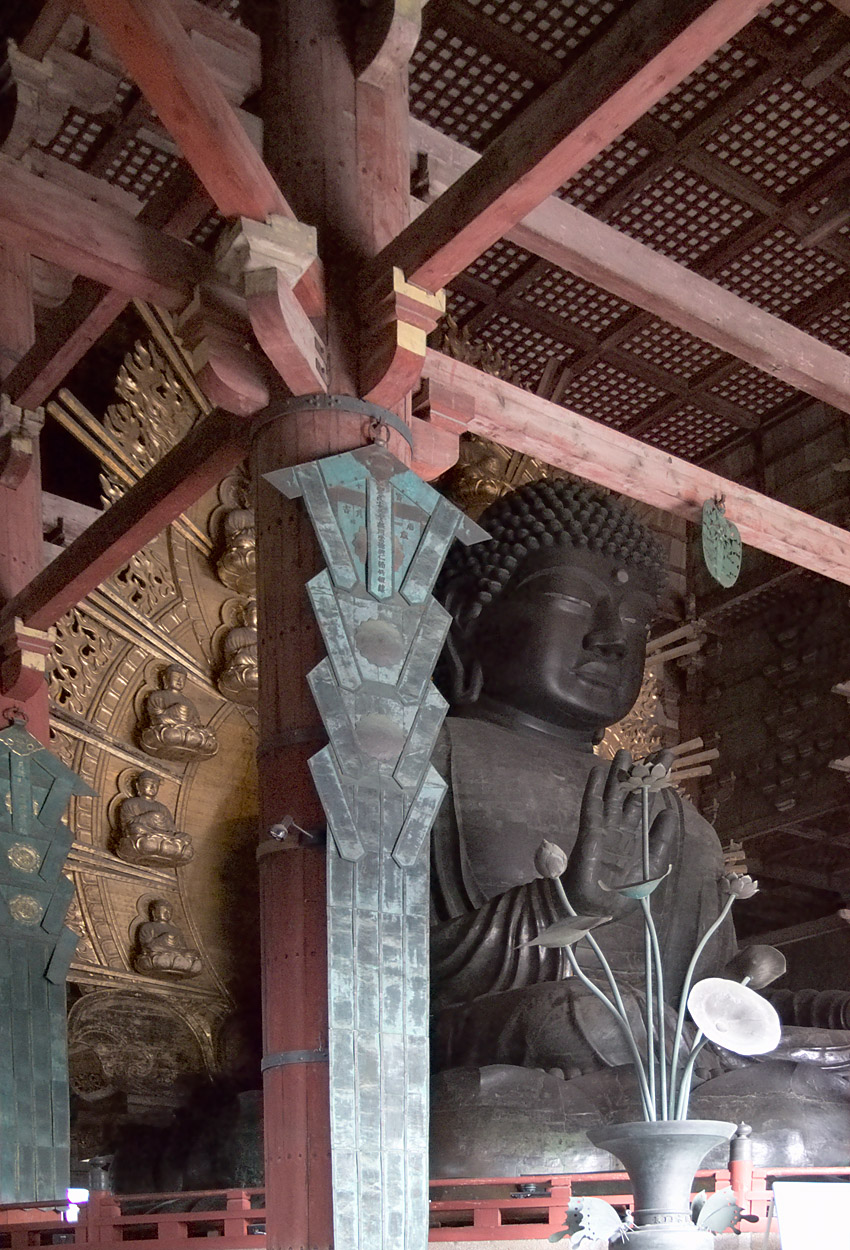
Marea statuie a lui Buddha aflată la Nara.

Chiar și înainte de apariția budismului și fuziunea cu elementele acestuia, ritualurile necesare venerării de kami au împrumuntat elemente specifice taoismului și confucianismului. Deși în timpul expansiunii budiste în Asia de Est Japonia era zdruncinată de războaie și neînțelegeri între clanuri, venerarea zeilor kami și învățăturile lui Buddha au coexistat în religia șintoistă. De fapt, acest sincretism dintre budism și șintoism (神仏習合, shinbutsushūgō) urma să devină principala caracteristică a structurii religioase dezvoltate în Japonia.
Introducerea scrisului în secolul al V-lea și a budismului în secolul al VI-lea au avut un impact foarte puternic asupra dezvoltării sistemului de credințe șintoist. La începuturile Erei Nara, în decursul unei perioade relativ scurte, Kojiki și Nihon Shoki sunt scrise pe baza unor mituri și legende existente care vor forma un grup unitar, o mitologie. Scrierea acestor două cărți cu caracter mitologic a avut două scopuri principale: introducerea unor elemente externe (taoiste, budiste și confucianiste) în religia și cultura japoneză și asigurarea adeziunii populației față de Casa Imperială. O mare parte din teritoriul actual al Japoniei era descentralizat, împăratul având asupra lor doar o influență precară, iar multe grupuri etnice rivale (incluzând probabil și pe strămoșii poporului Ainu) vor continua să lupte împotriva ocupației japoneze. De aceea antologiile mitologice împreună cu cele de poezie, ca Manyoshu, intenționau să impresioneze pe oamenii de rând cu valoarea și bogăția nemărginită a Familiei Imperiale și mandatul divin al acesteia de a conduce țara. Factorii amintiți au asigurat Casei Imperiale și Împăratului (numit și Tenno) din 660 d.Hr. cea mai durabilă linie de succesiune suverană din lume.
Odată cu apariția budismului și adoptarea rapidă a acestuia în Japonia, era necesară o explicație în legătură cu diferențele doctinare dintre credințele tradiționale și învățăturile lui Buddha. Într-adevăr religia șintoistă nu avea nici un nume până când a trebuit să fie diferențiat de budism. O explicație era că zeii kami erau ființe supranaturale prinse încă în ciclul reîncarnării. Kami sunt născuți, trăiesc, mor, apoi sunt născuți din nou la fel ca toate celelalte ființe aflate în ciclul karmic. Mai mult de atât, kami au avut și un rol special în protecția și progresul religiei budiste. Acest rol a fost identificat mai târziu de călugărul și învățatul japonez Kukai, care a văzut în kami diferite întruchipări ale lui Buddha însuși. De exemplu a asociat zeița șintoistă a soarelui (Amaterasu), totodată și o strămoașă a împăratului, cu Dainichi Nyorai, o manifestare centrală a lui Buddha, a cărui nume înseamnă "Marele Soare Buddha". În viziunea lui kami erau doar niște Buddha, dar cu nume schimbat.
Astfel șintoismul și budismul au coexistat și s-au amalgamat în acest sincretism numit Shinbutsu Shugo, în timp ce viziunea lui Kukai a persistat până în timpul perioadei Edo. Atunci însă s-a răspândit interesul pentru "studiul japonez" (kokugaku) și o renegare a elementelor chineze și budiste, cauzată probabil de politica închisă pe care o ducea țara. În secolul al XVIII-lea, o serie de învățați japonezi, printre care și Motoori Norinaga (1730–1801) au încercat practic să desprindă șintoismul "real" de celelalte influențe străine. Încercarea a fost în mare parte nereușită, deoarece doctrina chineză înrâurise și alimentase mitologia japoneză încă din timpurile scrierii cărții Nihon Shoki. De exemplu, în mitul creației, zeii primordiali Izanagi și Izanami sunt asemănători cu forțele yin și yang. Cu toate acestea, încercările au reușit să creeze un mediu propice apariției unui șintoism statal, apoi Restaurării Meiji, când budismul și religia șintoistă sunt complet separate (Shinbutsu Bunri).

### Șintoismul ca religie de stat
Imediat după Restaurarea Meiji, șintoismul a devenit religia oficială a Japoniei, iar în 1868 îmbinarea acestuia cu budismul a fost scoasă în afara legii. În timpul acestei perioade mulți intelectuali adepți ai curentului kokugaku au crezut că șintoismul putea fi folosit ca un agent unificator al țării în jurul Împăratului, în contextul în care procesul de modernizare se desfășura la o viteză mare. Șocul psihologic al sosirii Corăbiilor Negre din Vest și prăbușirea ulterioară a shogunatului (1868) au convins o mare parte din populație că nația trebuie să se unifice pentru a putea rezista ofensivei colonizatoare. În consecință, șintoismul se transformă într-o modalitate de promovare a imaginii Împăratului și Imperiului și este transmis în teritoriile cucerite de Japonia, Hokkaido și Coreea.
În 1871 se formează un Minister al Divinităților, iar sanctuarele șintoiste sunt divizate în funcție de pondere în douăsprezece niveluri, având în vârf Marele Sanctuar de la Ise (dedicat zeiței Amaterasu, deci un simbol al legitimității Familiei Imperiale) și la bază temple mai mici din diferite orașe de o importanță minoră. În anul următor acest minister este înlocuit cu Ministerul Religiei, însărcinat cu coordonarea acțiunii de inițiere "shushin" (cursurile de etică).